# Associazione Fascista Calcio Mestre 1939-1940
Questa voce raccoglie le informazioni riguardanti l'Associazione Fascista Calcio Mestre nelle competizioni ufficiali della stagione 1939-1940.

## Rosa
| N. |                   | Ruolo | Calciatore           |
| -- | ----------------- | ----- | -------------------- |
|    | Italia (bandiera) | C     | Pietro Andrich       |
|    | Italia (bandiera) | A     | Mario Astorri        |
|    | Italia (bandiera) | A     | Eustergio Ballardini |
|    | Italia (bandiera) | A     | Mario Barbon         |
|    | Italia (bandiera) | P     | Angelo Bellotto      |
|    | Italia (bandiera) | D     | Cesare Bianchetto    |
|    | Italia (bandiera) | D     | I. Blasibetti        |
|    | Italia (bandiera) | D     | Elio Borsetto        |
|    | Italia (bandiera) | A     | Giuseppe Bradaschia  |
|    | Italia (bandiera) | A     | B. Campanella        |
|    | Italia (bandiera) | D     | Umberto Camozzo      |
|    | Italia (bandiera) | D     | Giuseppe Canova      |
|    | Italia (bandiera) | P     | Giovanni Cavasin     |

| N. |                   | Ruolo | Calciatore         |
| -- | ----------------- | ----- | ------------------ |
|    | Italia (bandiera) | D     | Luigi Colorio      |
|    | Italia (bandiera) | A     | A. De Pazzi        |
|    | Italia (bandiera) | A     | Primo De Pazzi     |
|    | Italia (bandiera) | D     | Enrico Galla       |
|    | Italia (bandiera) | A     | Luigi Munari       |
|    | Italia (bandiera) | C     | Orfeo Nicoletto    |
|    | Italia (bandiera) | C     | P. Perencin        |
|    | Italia (bandiera) | D     | Attilio Prevato    |
|    | Italia (bandiera) | C     | Romeo Rioda        |
|    | Italia (bandiera) | C     | Mario Scagnolari   |
|    | Italia (bandiera) | C     | Ferruccio Smolizza |
|    | Italia (bandiera) | D     | B. Trevisanello    |